# 사회기독당 (에콰도르)
사회기독당(스페인어: Partido Social Cristiano)은 에콰도르의 사회보수주의, 우익 정당이다. 1951년 설립되었다. 현재 지도자는 파스쿠알 델 시오포이다.